# Romagna

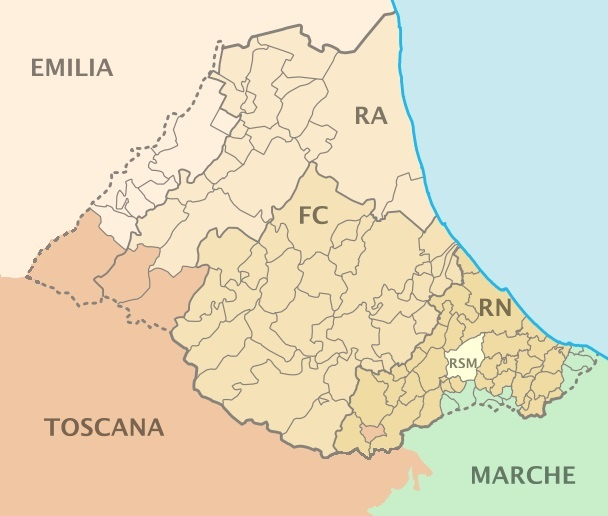
Romagna după cum a fost împărțită între trei regiuni italiene contemporane.

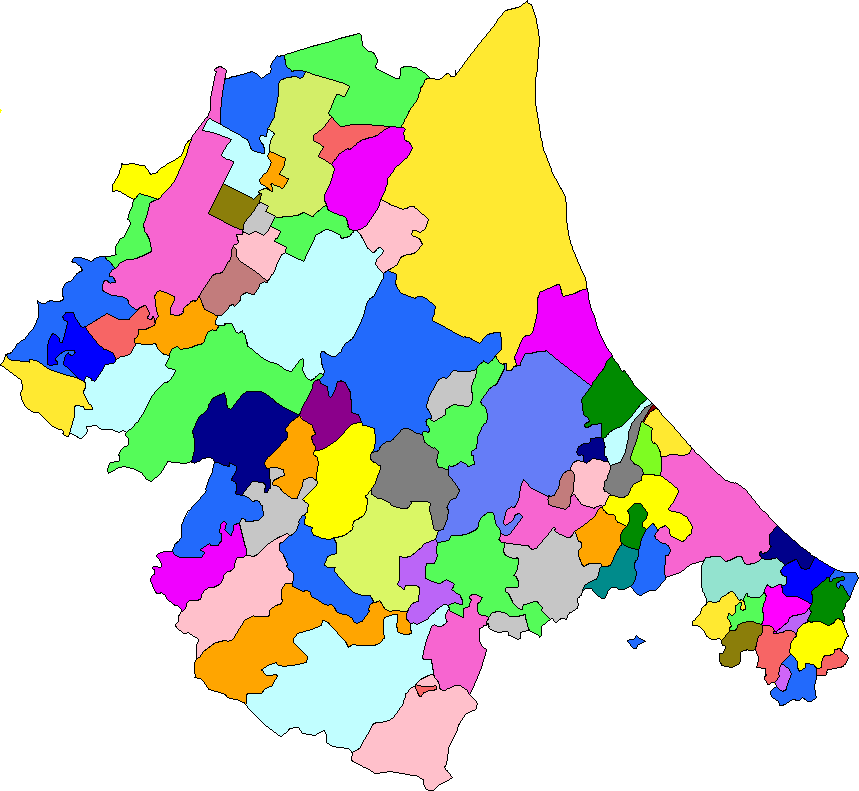
Comunele regiunii istorice Romagna.

Romagna (sau Romania) este o regiune istorică care se află în nordul Italiei și face parte în regiune administrativă Emilia-Romagna. Tradițional, frontierele sale sunt: Marea Adriatică la est, Munții Apenini la sud-vest și fluviile Reno și Sillaro la nord și nord-vest. Orașe mai importante ale Romagnei sunt: Cesena, Faenza, Forlì, Imola, Ravenna, Rimini și San Marino.